# 勃固大屠杀
勃固大屠杀是 2021年4月9日星期五在缅甸勃固市发生的大规模屠杀平民事件。在大屠杀期间，緬甸陸軍和缅甸警察杀害了至少82名平民。当时，大屠杀成为自2021年缅甸政变以来发生的最致命的国内事件，在此之前不到一个月前发生了萊達雅大屠杀。 勃固大屠杀占2021年4月平民伤亡人数近40%。

## 背景

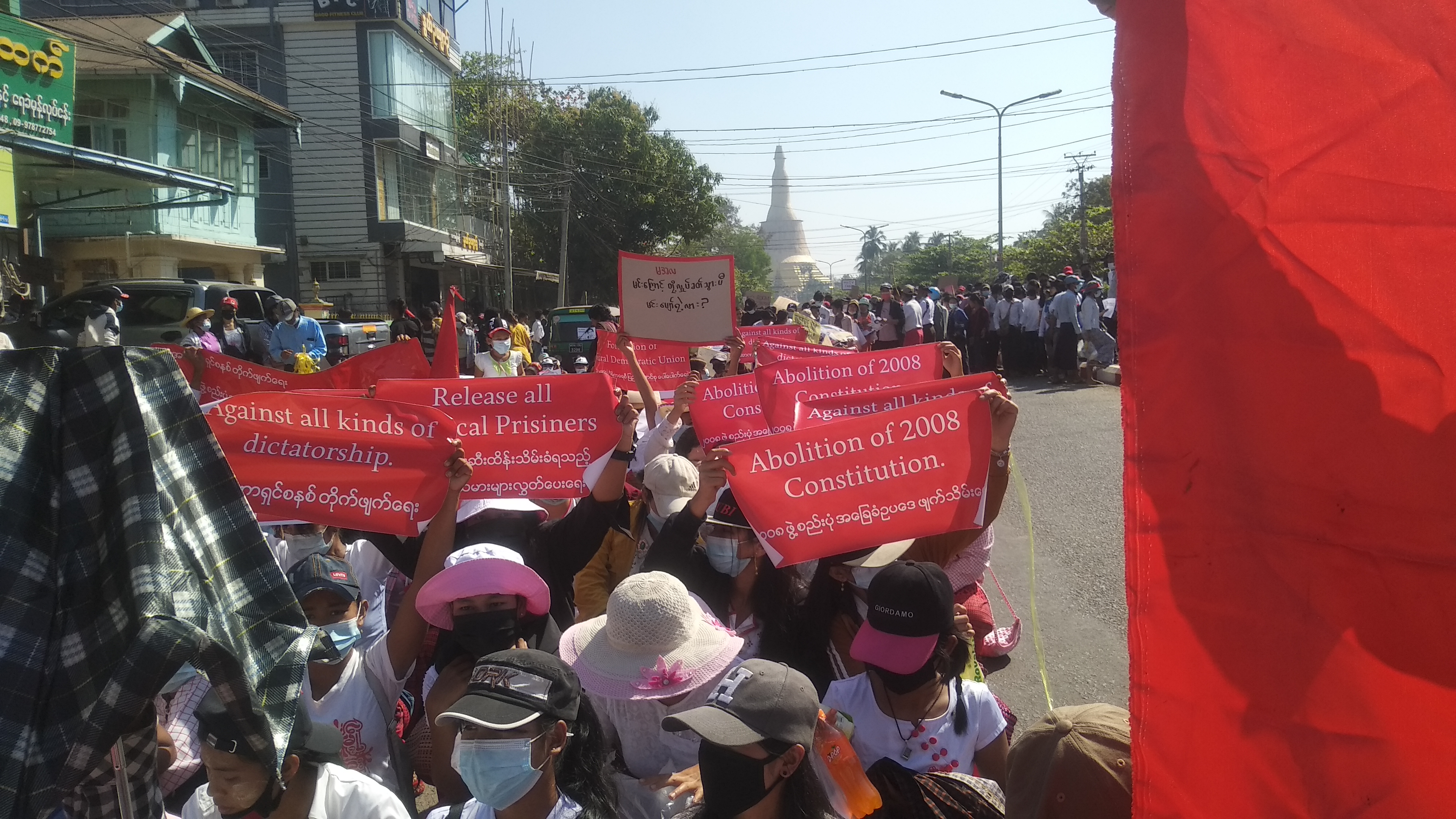
2021年2月勃固的抗议者。

2021年2月1日，缅甸武装部队发动政变，推翻了由全国民主联盟领导的民选政府。此后不久，军方成立了军政府，即国家行政委员会，并宣布全国进入紧急状态。对此，包括勃固在内的全国民众纷纷举行大规模抗议活动，抵制军方接管。布满抗议者自制路障的Magadit路成为勃固的主要抗议据点 。

## 事件

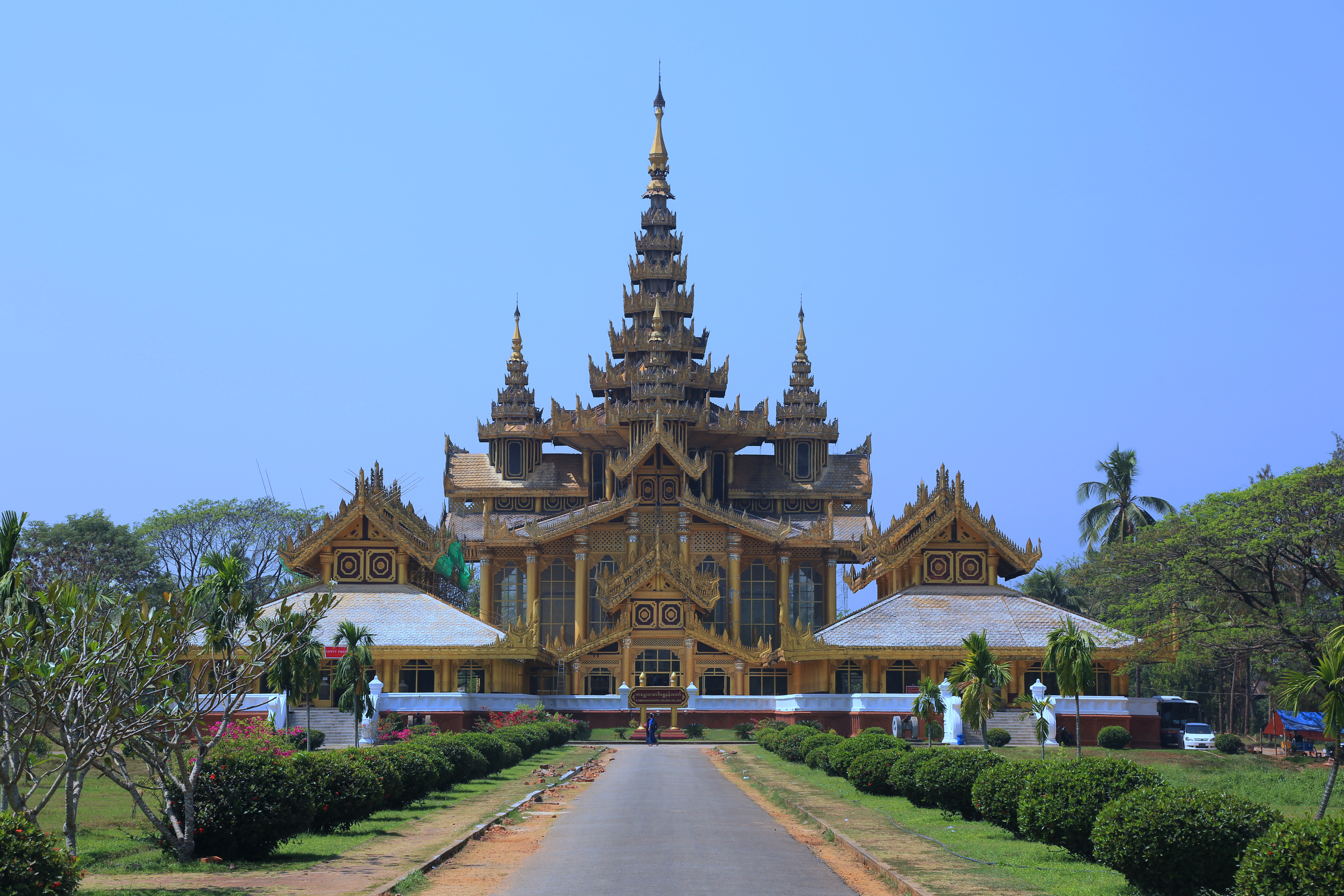
大屠杀现场附近的Kanbawzathadi 宫。

在大屠杀发生前几周，军政府在勃固实施了夜间互联网关闭。前一天晚上，有关即将进行军事行动的谣言在当地广为流传。 2021年4月9日上午，勃固的互联网、电话和电力服务中断，以阻碍抗议者之间的协调和沟通  。
凌晨4点，军方派出250名士兵突袭了勃固在Kanbawzathadi宫附近Magadit路和 Sandawtwin 路之间的Shinsawbu、Nantawya、Hmawkan和Ponnasu住宅区。军队封锁了该市的所有主要道路。直到凌晨5点，安全部队开始用重型武器不分青红皂白地向抗议者开枪，同时部队拆除了临时设置的路障。 一些平民采取防御措施，向前进的部队发射烟花和自制炮弹。上午10点，安全部队已经占领了 Sandawtwin路上的最后一个路障，完全控制了这座城市。大屠杀期间，安全部队将志愿医务人员作为目标，许多受害者死于失血过多。 
安全部队对平民使用平叛战术，造成大量人员伤亡。紧接着，政治犯援助协会报告说至少有 20人死亡。到第二天，死亡人数增加到82人。 截至2021年11月，至少有50名受害者身份不明。

## 肇事者
大屠杀是由缅甸军队的安全部队联合执行的，包括步兵第77师 (LID) 的成员和缅甸警察部队 。一个活跃的军事基地位于2（1.2英里）大屠杀地点以北。安全部队对平民使用军事武器，包括突击步枪，以及火箭推進榴彈和手榴弹等重型武器 。受伤人员被拒绝接受治疗 。

## 后果
大屠杀发生后，军队仍驻扎在大屠杀现场附近。此后，附近五个区的约10万居民逃离了家园。受害者的尸体暂时存放在被封锁的信绍布塔（也称为Zeyamuni塔）的大院内 。安全部队将现场封锁了几天，使平民无法取回尸体。镇压行动之后，军方要求家属支付 120,000 缅甸元（85 美元）以找回受害者的尸体 。

## 反应

### 国内
第二天，军方报纸《缅甸全球新光报》将抗议者称为“暴徒”，并声称他们用手工制作的枪支、燃烧瓶、箭和手榴弹袭击了安全部队。抗议领袖Ye Htut将大屠杀比作种族灭绝。

### 国际
联合国人权事务高级专员米歇尔·巴切莱特发表声明，谴责不分青红皂白的暴力升级和对平民使用军事武器。她将暴力与叙利亚内战中的事件进行了比较。
4月12 日，缅甸特别顾问委员会呼吁联合国秘书长立即采取行动应对勃固的镇压行动。联合国缅甸问题特别报告员托马斯·安德鲁斯称这次大屠杀是危害人类罪。
美国驻缅甸大使馆对在勃固遇难的人表示哀悼。 2021年12月10日，美国政府宣布对军政府任命的勃固省首席部长Myo Swe Win实施國際制裁，以回应大屠杀。